# Basenexzisionsreparatur

Basenexzisionsreparatur

2 Varianten der Basenexzisionsreparatur

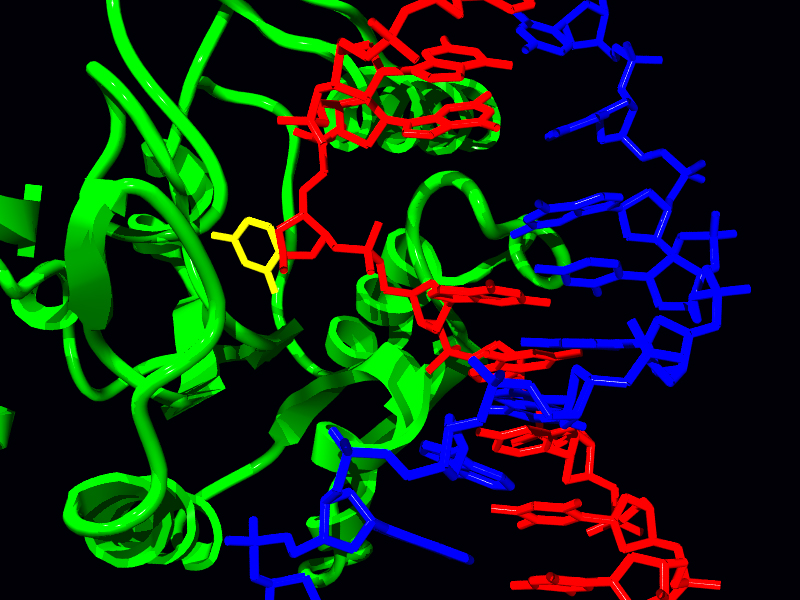
Uracil-DNA-Glykosylase

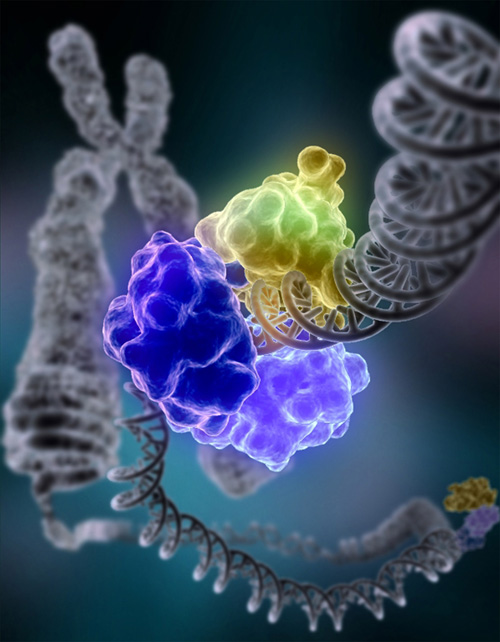
DNA-Ligase bei der Verknüpfung von Strangbrüchen

Basenexzisionsreparatur (englisch base excision repair, BER) bezeichnet einen Mechanismus der DNA-Reparatur von bestimmten DNA-Schäden, bei der eine Nukleinbase ausgetauscht oder ein Einzelstrangbruch geschlossen wird.

## Eigenschaften
Die Basenexzisionsreparatur repariert DNA-Schäden an Nukleinbasen, die aus Oxidation, Desaminierung und Alkylierung resultieren sowie abasische Stellen. Die BER repariert sowohl abasische Stellen als auch Einzelstrangbrüche, sowohl an genomischer DNA als auch an mtDNA. Sie ist zudem bei der Immunantwort an der somatischen Hypermutation und dem Klassenwechsel beteiligt. Die Aktivität der BER wird durch posttranslationale Modifikationen reguliert. Defekte in der BER treten bei Krebs, neurodegenerativen Erkrankungen, Entwicklungsstörungen, Immunschwäche und beim Altern auf.
Die BER beginnt mit einer von 11 DNA-Glykosylasen, welche die veränderte Nukleinbase hydrolysiert. Ohne Nukleinbase wird die Position als abasische Stelle bezeichnet. Anschließend folgen vier weitere Enzyme: Endonuklease, DNA-Lyase, DNA-Polymerase und DNA-Ligase. Danach wird durch eine Endonuklease das Phosphodiester-Rückgrat der DNA geschnitten, gefolgt von einer Kürzung der Enden durch die DNA-Lyase. Die Lücke wird durch die DNA-Polymerase mit neuen Nukleotiden aufgefüllt und der Einzelstrangbruch wird durch die DNA-Ligase geschlossen.